# LU-P-5301

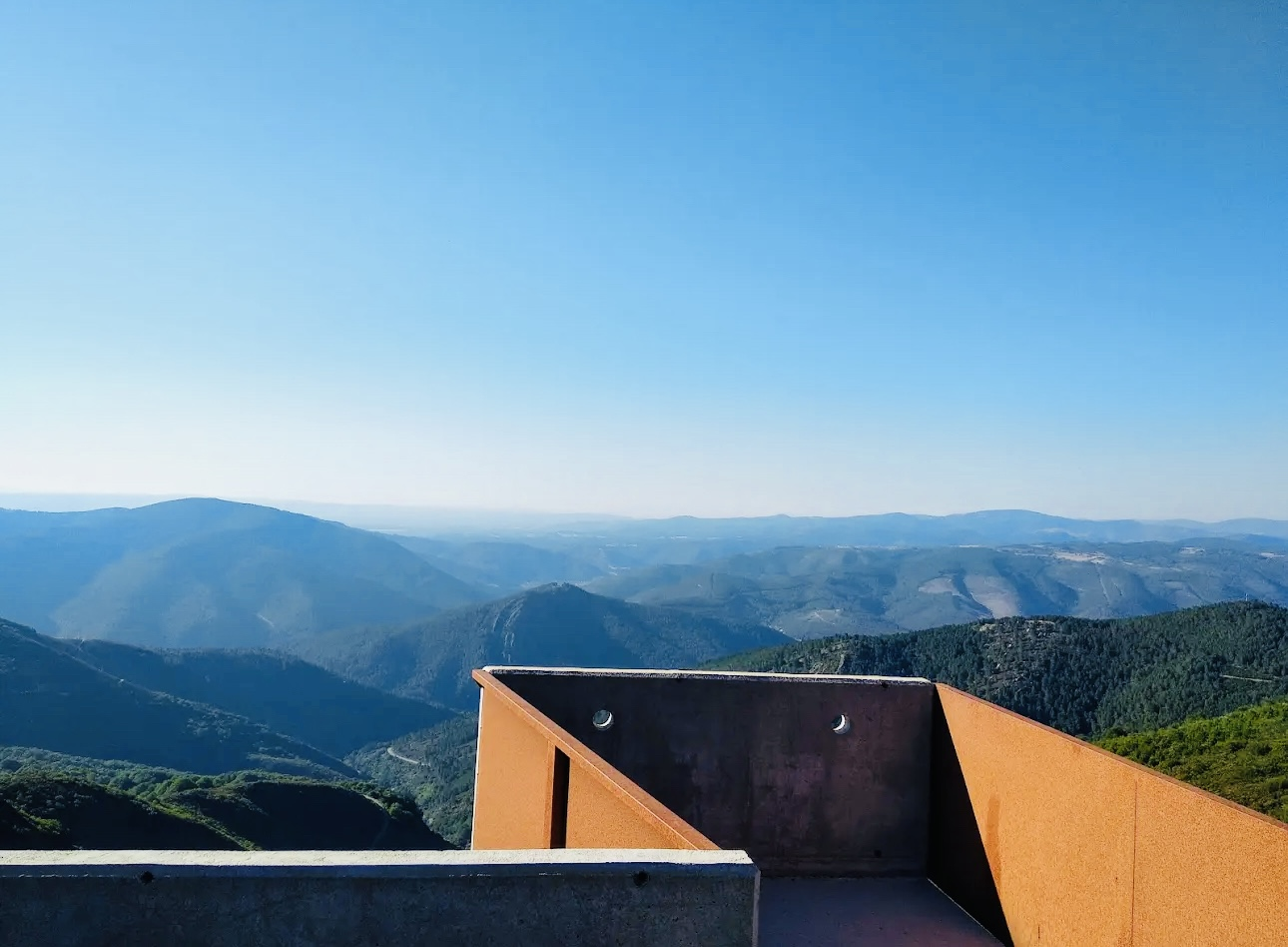
Vistas desde el Geomiradoiro As Fontes.

La carretera LU-P-5301 es una vía de la red secundaria de Galicia, gestionada por la Diputación de Lugo. Conecta el núcleo urbano de San Clodio en Ribas de Sil con el límite provincial entre Lugo y Orense, en el Alto da Cruz, en el municipio de San Juan de Río. La longitud total de esta carretera es de aproximadamente 9 km y 462 metros. Al entrar en territorio de Orense, la carretera LU-P-5301 pasa a llamarse OU-0705.
Esta carretera vertebra el municipio de Ribas del Sil, ya que facilita la conexión del casco urbano de San Clodio con varias aldeas del municipio, entre ellas: Os Castros, A Cabarca, O Caroceiro, Vilardonas, Villanueva, Vilar do Mato, Cima de Vila, Cabanelas, A Fraga, As Portas, Louxadelas, Vilariño (Nogueira) y As Fontes (Torbeo).
Además, la carretera pasa por varios geomiradores de interés, como el Miradoiro da Pómez, el Geomiradoiro de Vilariño y el Geomiradoiro As Fontes.

## Trazado
La carretera parte de la carretera LU-P-5301 en el núcleo urbano de San Clodio, en Ribas de Sil. A unos 130 metros de su inicio, conecta con la carretera LU-P-5303, que se dirige hacia la parroquia de Torbeo. Luego, la LU-P-5301 continúa su recorrido y finaliza en el Alto da Cruz, que marca el límite provincial con Orense, donde la carretera pasa a llamarse OU-0705 en el municipio de San Juan de Río.